# La rosa de los vientos (programa de radio)
La rosa de los vientos es un espacio radiofónico emitido en Onda Cero que se emite los sábados de 01:00 a 04:00h. y los domingos de 01:00 a 05:00h.  En él tienen cabida temáticas como la ciencia y tecnología, misterio, humor, ecología, historia, leyendas, espionaje y servicios secretos o arqueología. Creado, presentado y dirigido inicialmente por Juan Antonio Cebrián, hasta su repentino fallecimiento el 20 de octubre de 2007, en la actualidad es dirigido y presentado por Bruno Cardeñosa y codirigido por la periodista y viuda de Juan Antonio Cebrián, Silvia Casasola.
Como homenaje cada programa comenzó durante un tiempo con la coletilla: "La Rosa de los Vientos de Juan Antonio Cebrián con Bruno Cardeñosa", sustituyendo a la anterior "La Rosa de los Vientos con Juan Antonio Cebrián"; ahora la entrada es "La Rosa de los Vientos con Bruno Cardeñosa". El 23 de octubre de 2022, con motivo del 15 aniversario del fallecimiento de su creador, se emitió un especial conmemorativo que contó con la participación de periodistas como Carlos Alsina, Juan Diego Guerrero, Eva Orúe o Javier Sierra.

## Historia
El programa comenzó su emisión el 13 de septiembre de 1997, tras seis años de emisión durante las madrugadas de Turno de Noche, programa que inauguró las madrugadas de Onda Cero con una fórmula distinta a la practicada por otras cadenas de radio, dedicadas en esos momentos a la repetición de los programas emitidos durante el día. Heredó de su antecesor los contenidos y en su primera temporada se emitió los sábados por la tarde y los domingos por la mañana.

"Juan Antonio tenía la virtud de hacer interesante cualquier cosa que contara y te quedabas ahí pegado hasta que terminaba el relato. Y luego que siempre estaba de buen humor, que es un cosa que yo nunca terminé de entender, siempre estaba de buen ánimo. Él siempre feliz como una lombriz y con esa conexión personalísima que tenía con su legión de seguidores. Ese don él lo tenía como nadie: el don de comunicar y el don de fidelizar".
Carlos Alsina (ondacero.es, 23-10-2022) 

El equipo de colaboradores lo formaban José Manuel Escribano y Miguel de la Quadra-Salcedo, veteranos de Turno de Noche, unidos a Paco Clavel, Elena Prada, Miguel Ángel Valladares, Manu Leguineche, Gerardo Olivares, Carlos José Coloma, Nacho Sierra, Fernando Rueda y Manuel Carballal. El sábado consiguió ser líder en su franja y el domingo alcanzó los 500.000 oyentes.

"Ahora cumplimos 3.000 programas. Se dice pronto, pero son 25 años de trabajo permanente. Es cierto que contamos cosas distintas sobre mil asuntos –seguramente la expresión que mejor define los temas que tratamos es «lo alternativo»–. Lejos de lo que algún indocumentado piensa, el cariz y fundamento principal de lo que hacemos es el periodismo. Somos periodistas, vivimos el periodismo y respiramos el periodismo".
Bruno Cardeñosa (guiadelaradio.com, 27-05-2022) 

En 1998 la tarde del sábado pasa a llamarse La Red, con la intención de acercarse a la cada vez más numerosa audiencia internauta. Ese año se incorporaron Jesús Callejo y Carlos Canales. Posteriormente lo harían Javier Sierra, Bruno Cardeñosa y el desaparecido Fernando Jiménez del Oso.

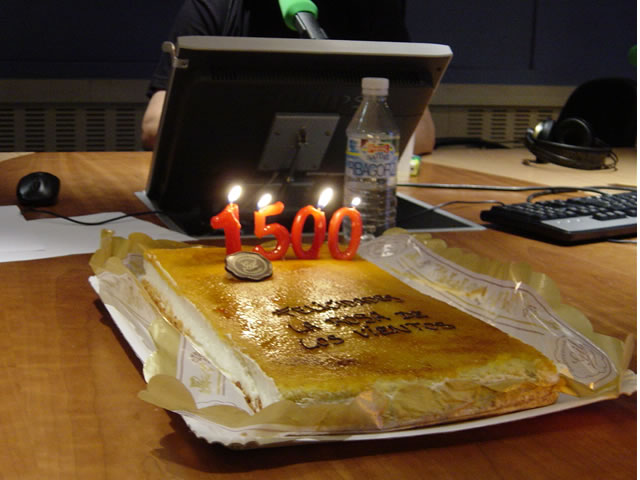
Tarta de felicitación de los 1500 programas realizados.

En el año 2003 Onda Cero lo elimina de la programación y tras las numerosas quejas recibidas[cita requerida], vuelve a poner el programa en su parrilla en 2004, continuando hasta nuestros días con más de tres mil ediciones cumplidas.

"Lo bonito que tiene esta profesión, lo realmente importante para mí es que durante estos 3000 programas he tenido la oportunidad de conocer gente que me ha aportado mucho junto a los que he aprendido infinito y por eso formar parte del ente vivo que significa La rosa de los vientos es muy muy especial para mí. Mínimo 3000 invitados, decenas de compañeros, problemas, aciertos, hitos como ser candidatos en dos ocasiones a los Premios Ondas, premios al mejor programa en podcast, pero sobre todo el calor de unos oyentes fantásticos que siempre han estado a nuestro lado, yendo y viniendo, pero que nos habéis transmitido vuestro cariño, vuestras críticas y vuestras alabanzas".
Silvia Casasola (ondacero.es, 27-05-2022) 

## Secciones (algunas ya desaparecidas)
- Tertulia de las cuatro C, con Juan Antonio Cebrián, Carlos Canales, Jesús Callejo, Bruno Cardeñosa y en ocasiones con otros invitados relacionados con la temática, escritores, periodistas, etc. Desde esta sección surgió el libro "Enigma" de los cuatro editores.

- Monográficos zona cero, sobre temas de actualidad y clásicos como las psicofonías. La mayoría son obra de Canales y Callejo.

- Expedientes del misterio, sección a cargo de Bruno Cardeñosa en la que se examinan de forma amena los pormenores de las investigaciones sobre casos misteriosos.

- Pasajes de la historia, narrados por Cebrián con un cuidado ambiente sonoro. Han dado lugar a dos libros del propio Cebrían con el mismo nombre.

- Versus, con el formato de los Pasajes de la Historia enfrenta a personajes que convivieron en el mismo momento de la Historia y tuvieron una relación generalmente enfrentada.

- Psicokillers, narrados por Cebrián se centran en la actividad de los grandes asesinos en serie de la historia. Desaparecida antes de la temporada 2006.

- Azul y verde, sección de ambientalismo por la que han pasado colaboradores como Mar de Tejeda o Martín Expósito, y que en la actualidad dirige Álex Fidalgo.

- Microrrelato, enviados por los oyentes y que son narrados con cuidado ambiente sonoro en la voz de Paco de León.

- Materia reservada, sección sobre geopolítica y espionaje con Fernando Rueda.

- El rincón del escribano, sección de cine con José Manuel Escribano, el decano de los colaboradores del programa.

- Lugares de poder, viajes a lugares singulares con Juan Ignacio Cuesta.

- El mundo del cómic, con Raúl Shogún desde Salamanca. El dibujante de cómics Salvador Larroca homenajeó a los locutores del programa en el ejemplar Amazing Spiderman # 549. Aparecen dibujados en la nueva redacción del Daily Bugle.

- DJ Martin, Sección musical conducida por Martín Expósito.

- El termómetro de la Tierra, sección pionera dedicada exclusivamente a informar de todos aquellos acontecimientos relacionados con el Cambio Climático desde catástrofes climáticas hasta nuevos ingenios mecánicos que favorezcan la obtención de energía renovable, elaborada por Martín Expósito.

- Europeos del día, espacio humorístico donde participan Martín Expósito y Silvia Casasola, coordinadora del programa durante muchas temporadas.

- Viajes favoritos, con el doctor Fernando Jiménez del Oso. Esta sección fue repuesta a raíz de la desaparición del propio doctor en el año 2005. Desaparecida antes de la temporada 2006.

- Las lunas de Tico Medina, poemas del periodista Tico Medina recogiendo la temática de actualidad del momento. Desaparecida antes de la temporada 2006.

- El fin de la especie, toque humorístico sobre noticias extrañas. Fue conducido por Luján Argüelles en sus primeros pasos en Onda Cero. Desaparecida antes de la temporada 2006.

- Chispa y muelle, sección paródica sobre inventos y teorías científicas con Pepín Tre. Desaparecida antes de la temporada 2006.

- La biblioteca, sección dedicada a hablar de novedades editoriales con Laura Falcó Lara, directora de varios sellos editoriales del Grupo Planeta.

- Tertulia Zona 0, heredera de la Tertulia de las cuatro C y compuesta actualmente por Bruno Cardeñosa, Silvia Casasola, Lorenzo Fernández Bueno, Manuel Carballal y Juan José Sánchez-Oro.

- Crónicas del Misterio, también heredera de los Monográficos Zona 0, con Lorenzo Fernández Bueno y Manuel Carballal.
- Mujeres con Historia,sección dedicada a biografías de mujeres relevantes en la historia. Es presentado por Silvia Casasola.[16]

Además de otra serie de capítulos enmarcados en colecciones de duración determinada.
- Enigmas del mundo, dio lugar al libro "100 enigmas del mundo" de Bruno Cardeñosa.
- Exploradores del misterio
- Historia de la ufología
- Enigmas literarios, secretos y misterios de la historia de la literatura (con Chucho Callejo)
- Leyendas urbanas (temporada 2006-2007)
- El garaje de Mario V, sección dedicada a pensar internet, las implicaciones filosóficas de la red de redes, su Historia, sus historias y personajes, por el periodista y desarrollador web Mario Viciosa.
- La máquina del tiempo, sección dedicada al algún tema visto desde un punto de vista histórico Nacho Monzón.
- El Equipo V, versión veraniega dirigida por Martín Expósito durante el mes de agosto de los años 2012 a 2014, contando con colaboradores habituales (Lorenzo Fernández Bueno, Nacho Monzón, Raul Shogún) y nuevas incorporaciones (Jorge Sánchez-Manjavacas, Elena Merino, Aurelia Molina, Rafa Casette, Jerónimo Tristante...).

## Lema del programa
Donde la noche se enamora del misterio, y envuelve con su capa a esas almas heridas de soledad, para que no mueran de frío. Donde la noche se transforma en una luz y acuna la imaginación y los sueños de libertad. Donde la esperanza camina de la mano del saber. Donde te espero, en la Rosa de los Vientos.

"Fuerza y Honor"

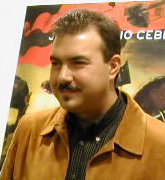
Juan Antonio Cebrián

Por otro lado, el grupo de folk metal español Mägo de Oz rindió un homenaje al programa con su canción «La Rosa de los Vientos» en 2003 y versionó la melodía principal del programa. En 2013 el músico madrileño Moravia publica la canción «Rosaventero» en homenaje al programa y en especial a la figura de su creador, Juan Antonio Cebrián. El tema incluye tomas de la sección Pasajes de la Historia en voz del propio Cebrián y un monólogo de Juan Ignacio Cuesta, anterior colaborador del programa.